# Pieces of You
Pieces Of You is het debuutalbum van singer-songwriter Jewel. Het werd op 28 februari 1995 voor het eerst uitgebracht. Ben Keith was verantwoordelijk voor de muzikale productie. Aanvankelijk werden voor het album twintig liedjes opgenomen. De muziek werd bewerkt in een studio op het landgoed van Neil Young, waar Keith destijds woonde.
In de Verenigde Staten werden van het album meer dan vijf miljoen exemplaren verkocht. Vier liedjes werden ook als single uitgebracht: "Who Will Save Your Soul", "Foolish Games", "You Were Meant for Me" en "Morning Song". In Nederland bereikten "Foolish Games" en "You Were Meant For Me" de hitlijsten.

## Tracklist
| Nr. | Titel                   | Duur |
| --- | ----------------------- | ---- |
| 1.  | Who Will Save Your Soul | 4:00 |
| 2.  | Pieces of You           | 4:15 |
| 3.  | Little Sister           | 2:29 |
| 4.  | Foolish Games           | 5:39 |
| 5.  | Near You Always         | 3:08 |
| 6.  | Painters                | 6:43 |
| 7.  | Morning Song            | 3:35 |
| 8.  | Adrian                  | 7:02 |
| 9.  | I'm Sensitive           | 2:54 |
| 10. | You Were Meant for Me   | 4:13 |
| 11. | Don't                   | 3:34 |
| 12. | Daddy                   | 3:49 |
| 13. | Angels Standing By      | 2:38 |
| 14. | Amen                    | 4:32 |

| 15.                | Foolish Games (radio edit) |  |
| Totale duur: 58:31 |                            |  |

## Hitnoteringen

### NederlandseAlbum Top 100
| Hitnotering: (Week 1 t/m 29) 22-11-1997 t/m 13-06-1998 Hitnotering: (Week 30 t/m 33) 05-06-1999 t/m 26-06-1999 Hitnotering: (Week 34 t/m 42) 20-01-2001 t/m 17-03-2001 Hitnotering: (Week 43 t/m 50) 07-04-2001 t/m 26-05-2001 Hitnotering: (Week 51 t/m 52) 14-07-2001 t/m 21-07-2001 Hitnotering: (Week 53 t/m 62) 11-08-2001 t/m 13-10-2001 Hitnotering: (Week 63) 03-11-2001 Hitnotering: (Week 64 t/m 80) 02-02-2002 t/m 25-05-2002 | Hitnotering: (Week 1 t/m 29) 22-11-1997 t/m 13-06-1998 Hitnotering: (Week 30 t/m 33) 05-06-1999 t/m 26-06-1999 Hitnotering: (Week 34 t/m 42) 20-01-2001 t/m 17-03-2001 Hitnotering: (Week 43 t/m 50) 07-04-2001 t/m 26-05-2001 Hitnotering: (Week 51 t/m 52) 14-07-2001 t/m 21-07-2001 Hitnotering: (Week 53 t/m 62) 11-08-2001 t/m 13-10-2001 Hitnotering: (Week 63) 03-11-2001 Hitnotering: (Week 64 t/m 80) 02-02-2002 t/m 25-05-2002 | Hitnotering: (Week 1 t/m 29) 22-11-1997 t/m 13-06-1998 Hitnotering: (Week 30 t/m 33) 05-06-1999 t/m 26-06-1999 Hitnotering: (Week 34 t/m 42) 20-01-2001 t/m 17-03-2001 Hitnotering: (Week 43 t/m 50) 07-04-2001 t/m 26-05-2001 Hitnotering: (Week 51 t/m 52) 14-07-2001 t/m 21-07-2001 Hitnotering: (Week 53 t/m 62) 11-08-2001 t/m 13-10-2001 Hitnotering: (Week 63) 03-11-2001 Hitnotering: (Week 64 t/m 80) 02-02-2002 t/m 25-05-2002 | Hitnotering: (Week 1 t/m 29) 22-11-1997 t/m 13-06-1998 Hitnotering: (Week 30 t/m 33) 05-06-1999 t/m 26-06-1999 Hitnotering: (Week 34 t/m 42) 20-01-2001 t/m 17-03-2001 Hitnotering: (Week 43 t/m 50) 07-04-2001 t/m 26-05-2001 Hitnotering: (Week 51 t/m 52) 14-07-2001 t/m 21-07-2001 Hitnotering: (Week 53 t/m 62) 11-08-2001 t/m 13-10-2001 Hitnotering: (Week 63) 03-11-2001 Hitnotering: (Week 64 t/m 80) 02-02-2002 t/m 25-05-2002 | Hitnotering: (Week 1 t/m 29) 22-11-1997 t/m 13-06-1998 Hitnotering: (Week 30 t/m 33) 05-06-1999 t/m 26-06-1999 Hitnotering: (Week 34 t/m 42) 20-01-2001 t/m 17-03-2001 Hitnotering: (Week 43 t/m 50) 07-04-2001 t/m 26-05-2001 Hitnotering: (Week 51 t/m 52) 14-07-2001 t/m 21-07-2001 Hitnotering: (Week 53 t/m 62) 11-08-2001 t/m 13-10-2001 Hitnotering: (Week 63) 03-11-2001 Hitnotering: (Week 64 t/m 80) 02-02-2002 t/m 25-05-2002 | Hitnotering: (Week 1 t/m 29) 22-11-1997 t/m 13-06-1998 Hitnotering: (Week 30 t/m 33) 05-06-1999 t/m 26-06-1999 Hitnotering: (Week 34 t/m 42) 20-01-2001 t/m 17-03-2001 Hitnotering: (Week 43 t/m 50) 07-04-2001 t/m 26-05-2001 Hitnotering: (Week 51 t/m 52) 14-07-2001 t/m 21-07-2001 Hitnotering: (Week 53 t/m 62) 11-08-2001 t/m 13-10-2001 Hitnotering: (Week 63) 03-11-2001 Hitnotering: (Week 64 t/m 80) 02-02-2002 t/m 25-05-2002 | Hitnotering: (Week 1 t/m 29) 22-11-1997 t/m 13-06-1998 Hitnotering: (Week 30 t/m 33) 05-06-1999 t/m 26-06-1999 Hitnotering: (Week 34 t/m 42) 20-01-2001 t/m 17-03-2001 Hitnotering: (Week 43 t/m 50) 07-04-2001 t/m 26-05-2001 Hitnotering: (Week 51 t/m 52) 14-07-2001 t/m 21-07-2001 Hitnotering: (Week 53 t/m 62) 11-08-2001 t/m 13-10-2001 Hitnotering: (Week 63) 03-11-2001 Hitnotering: (Week 64 t/m 80) 02-02-2002 t/m 25-05-2002 | Hitnotering: (Week 1 t/m 29) 22-11-1997 t/m 13-06-1998 Hitnotering: (Week 30 t/m 33) 05-06-1999 t/m 26-06-1999 Hitnotering: (Week 34 t/m 42) 20-01-2001 t/m 17-03-2001 Hitnotering: (Week 43 t/m 50) 07-04-2001 t/m 26-05-2001 Hitnotering: (Week 51 t/m 52) 14-07-2001 t/m 21-07-2001 Hitnotering: (Week 53 t/m 62) 11-08-2001 t/m 13-10-2001 Hitnotering: (Week 63) 03-11-2001 Hitnotering: (Week 64 t/m 80) 02-02-2002 t/m 25-05-2002 | Hitnotering: (Week 1 t/m 29) 22-11-1997 t/m 13-06-1998 Hitnotering: (Week 30 t/m 33) 05-06-1999 t/m 26-06-1999 Hitnotering: (Week 34 t/m 42) 20-01-2001 t/m 17-03-2001 Hitnotering: (Week 43 t/m 50) 07-04-2001 t/m 26-05-2001 Hitnotering: (Week 51 t/m 52) 14-07-2001 t/m 21-07-2001 Hitnotering: (Week 53 t/m 62) 11-08-2001 t/m 13-10-2001 Hitnotering: (Week 63) 03-11-2001 Hitnotering: (Week 64 t/m 80) 02-02-2002 t/m 25-05-2002 | Hitnotering: (Week 1 t/m 29) 22-11-1997 t/m 13-06-1998 Hitnotering: (Week 30 t/m 33) 05-06-1999 t/m 26-06-1999 Hitnotering: (Week 34 t/m 42) 20-01-2001 t/m 17-03-2001 Hitnotering: (Week 43 t/m 50) 07-04-2001 t/m 26-05-2001 Hitnotering: (Week 51 t/m 52) 14-07-2001 t/m 21-07-2001 Hitnotering: (Week 53 t/m 62) 11-08-2001 t/m 13-10-2001 Hitnotering: (Week 63) 03-11-2001 Hitnotering: (Week 64 t/m 80) 02-02-2002 t/m 25-05-2002 | Hitnotering: (Week 1 t/m 29) 22-11-1997 t/m 13-06-1998 Hitnotering: (Week 30 t/m 33) 05-06-1999 t/m 26-06-1999 Hitnotering: (Week 34 t/m 42) 20-01-2001 t/m 17-03-2001 Hitnotering: (Week 43 t/m 50) 07-04-2001 t/m 26-05-2001 Hitnotering: (Week 51 t/m 52) 14-07-2001 t/m 21-07-2001 Hitnotering: (Week 53 t/m 62) 11-08-2001 t/m 13-10-2001 Hitnotering: (Week 63) 03-11-2001 Hitnotering: (Week 64 t/m 80) 02-02-2002 t/m 25-05-2002 | Hitnotering: (Week 1 t/m 29) 22-11-1997 t/m 13-06-1998 Hitnotering: (Week 30 t/m 33) 05-06-1999 t/m 26-06-1999 Hitnotering: (Week 34 t/m 42) 20-01-2001 t/m 17-03-2001 Hitnotering: (Week 43 t/m 50) 07-04-2001 t/m 26-05-2001 Hitnotering: (Week 51 t/m 52) 14-07-2001 t/m 21-07-2001 Hitnotering: (Week 53 t/m 62) 11-08-2001 t/m 13-10-2001 Hitnotering: (Week 63) 03-11-2001 Hitnotering: (Week 64 t/m 80) 02-02-2002 t/m 25-05-2002 | Hitnotering: (Week 1 t/m 29) 22-11-1997 t/m 13-06-1998 Hitnotering: (Week 30 t/m 33) 05-06-1999 t/m 26-06-1999 Hitnotering: (Week 34 t/m 42) 20-01-2001 t/m 17-03-2001 Hitnotering: (Week 43 t/m 50) 07-04-2001 t/m 26-05-2001 Hitnotering: (Week 51 t/m 52) 14-07-2001 t/m 21-07-2001 Hitnotering: (Week 53 t/m 62) 11-08-2001 t/m 13-10-2001 Hitnotering: (Week 63) 03-11-2001 Hitnotering: (Week 64 t/m 80) 02-02-2002 t/m 25-05-2002 | Hitnotering: (Week 1 t/m 29) 22-11-1997 t/m 13-06-1998 Hitnotering: (Week 30 t/m 33) 05-06-1999 t/m 26-06-1999 Hitnotering: (Week 34 t/m 42) 20-01-2001 t/m 17-03-2001 Hitnotering: (Week 43 t/m 50) 07-04-2001 t/m 26-05-2001 Hitnotering: (Week 51 t/m 52) 14-07-2001 t/m 21-07-2001 Hitnotering: (Week 53 t/m 62) 11-08-2001 t/m 13-10-2001 Hitnotering: (Week 63) 03-11-2001 Hitnotering: (Week 64 t/m 80) 02-02-2002 t/m 25-05-2002 | Hitnotering: (Week 1 t/m 29) 22-11-1997 t/m 13-06-1998 Hitnotering: (Week 30 t/m 33) 05-06-1999 t/m 26-06-1999 Hitnotering: (Week 34 t/m 42) 20-01-2001 t/m 17-03-2001 Hitnotering: (Week 43 t/m 50) 07-04-2001 t/m 26-05-2001 Hitnotering: (Week 51 t/m 52) 14-07-2001 t/m 21-07-2001 Hitnotering: (Week 53 t/m 62) 11-08-2001 t/m 13-10-2001 Hitnotering: (Week 63) 03-11-2001 Hitnotering: (Week 64 t/m 80) 02-02-2002 t/m 25-05-2002 | Hitnotering: (Week 1 t/m 29) 22-11-1997 t/m 13-06-1998 Hitnotering: (Week 30 t/m 33) 05-06-1999 t/m 26-06-1999 Hitnotering: (Week 34 t/m 42) 20-01-2001 t/m 17-03-2001 Hitnotering: (Week 43 t/m 50) 07-04-2001 t/m 26-05-2001 Hitnotering: (Week 51 t/m 52) 14-07-2001 t/m 21-07-2001 Hitnotering: (Week 53 t/m 62) 11-08-2001 t/m 13-10-2001 Hitnotering: (Week 63) 03-11-2001 Hitnotering: (Week 64 t/m 80) 02-02-2002 t/m 25-05-2002 | Hitnotering: (Week 1 t/m 29) 22-11-1997 t/m 13-06-1998 Hitnotering: (Week 30 t/m 33) 05-06-1999 t/m 26-06-1999 Hitnotering: (Week 34 t/m 42) 20-01-2001 t/m 17-03-2001 Hitnotering: (Week 43 t/m 50) 07-04-2001 t/m 26-05-2001 Hitnotering: (Week 51 t/m 52) 14-07-2001 t/m 21-07-2001 Hitnotering: (Week 53 t/m 62) 11-08-2001 t/m 13-10-2001 Hitnotering: (Week 63) 03-11-2001 Hitnotering: (Week 64 t/m 80) 02-02-2002 t/m 25-05-2002 | Hitnotering: (Week 1 t/m 29) 22-11-1997 t/m 13-06-1998 Hitnotering: (Week 30 t/m 33) 05-06-1999 t/m 26-06-1999 Hitnotering: (Week 34 t/m 42) 20-01-2001 t/m 17-03-2001 Hitnotering: (Week 43 t/m 50) 07-04-2001 t/m 26-05-2001 Hitnotering: (Week 51 t/m 52) 14-07-2001 t/m 21-07-2001 Hitnotering: (Week 53 t/m 62) 11-08-2001 t/m 13-10-2001 Hitnotering: (Week 63) 03-11-2001 Hitnotering: (Week 64 t/m 80) 02-02-2002 t/m 25-05-2002 | Hitnotering: (Week 1 t/m 29) 22-11-1997 t/m 13-06-1998 Hitnotering: (Week 30 t/m 33) 05-06-1999 t/m 26-06-1999 Hitnotering: (Week 34 t/m 42) 20-01-2001 t/m 17-03-2001 Hitnotering: (Week 43 t/m 50) 07-04-2001 t/m 26-05-2001 Hitnotering: (Week 51 t/m 52) 14-07-2001 t/m 21-07-2001 Hitnotering: (Week 53 t/m 62) 11-08-2001 t/m 13-10-2001 Hitnotering: (Week 63) 03-11-2001 Hitnotering: (Week 64 t/m 80) 02-02-2002 t/m 25-05-2002 | Hitnotering: (Week 1 t/m 29) 22-11-1997 t/m 13-06-1998 Hitnotering: (Week 30 t/m 33) 05-06-1999 t/m 26-06-1999 Hitnotering: (Week 34 t/m 42) 20-01-2001 t/m 17-03-2001 Hitnotering: (Week 43 t/m 50) 07-04-2001 t/m 26-05-2001 Hitnotering: (Week 51 t/m 52) 14-07-2001 t/m 21-07-2001 Hitnotering: (Week 53 t/m 62) 11-08-2001 t/m 13-10-2001 Hitnotering: (Week 63) 03-11-2001 Hitnotering: (Week 64 t/m 80) 02-02-2002 t/m 25-05-2002 | Hitnotering: (Week 1 t/m 29) 22-11-1997 t/m 13-06-1998 Hitnotering: (Week 30 t/m 33) 05-06-1999 t/m 26-06-1999 Hitnotering: (Week 34 t/m 42) 20-01-2001 t/m 17-03-2001 Hitnotering: (Week 43 t/m 50) 07-04-2001 t/m 26-05-2001 Hitnotering: (Week 51 t/m 52) 14-07-2001 t/m 21-07-2001 Hitnotering: (Week 53 t/m 62) 11-08-2001 t/m 13-10-2001 Hitnotering: (Week 63) 03-11-2001 Hitnotering: (Week 64 t/m 80) 02-02-2002 t/m 25-05-2002 | Hitnotering: (Week 1 t/m 29) 22-11-1997 t/m 13-06-1998 Hitnotering: (Week 30 t/m 33) 05-06-1999 t/m 26-06-1999 Hitnotering: (Week 34 t/m 42) 20-01-2001 t/m 17-03-2001 Hitnotering: (Week 43 t/m 50) 07-04-2001 t/m 26-05-2001 Hitnotering: (Week 51 t/m 52) 14-07-2001 t/m 21-07-2001 Hitnotering: (Week 53 t/m 62) 11-08-2001 t/m 13-10-2001 Hitnotering: (Week 63) 03-11-2001 Hitnotering: (Week 64 t/m 80) 02-02-2002 t/m 25-05-2002 | Hitnotering: (Week 1 t/m 29) 22-11-1997 t/m 13-06-1998 Hitnotering: (Week 30 t/m 33) 05-06-1999 t/m 26-06-1999 Hitnotering: (Week 34 t/m 42) 20-01-2001 t/m 17-03-2001 Hitnotering: (Week 43 t/m 50) 07-04-2001 t/m 26-05-2001 Hitnotering: (Week 51 t/m 52) 14-07-2001 t/m 21-07-2001 Hitnotering: (Week 53 t/m 62) 11-08-2001 t/m 13-10-2001 Hitnotering: (Week 63) 03-11-2001 Hitnotering: (Week 64 t/m 80) 02-02-2002 t/m 25-05-2002 |
| Week: | 1 | 2 | 3 | 4 | 5 | 6 | 7 | 8 | 9 | 10 | 11 | 12 | 13 | 14 | 15 | 16 | 17 | 18 | 19 | 20 | 21 | 22 |
| --- | --- | --- | --- | --- | --- | --- | --- | --- | --- | --- | --- | --- | --- | --- | --- | --- | --- | --- | --- | --- | --- | --- |
| Positie: | 50 | 22 | 22 | 36 | 35 | 23 | 13 | 19 | 17 | 11 | 11 | 14 | 14 | 16 | 19 | 26 | 27 | 36 | 38 | 29 | 27 | 28 |
| Week: | 23 | 24 | 25 | 26 | 27 | 28 | 29 | | 30 | 31 | 32 | 33 | | 34 | 35 | 36 | 37 | 38 | 39 | 40 | 41 | 42 |
| Positie: | 31 | 33 | 36 | 44 | 50 | 67 | 96 | uit | 92 | 77 | 75 | 85 | uit | 62 | 36 | 37 | 37 | 43 | 43 | 46 | 64 | 95 |
| Week: | | 43 | 44 | 45 | 46 | 47 | 48 | 49 | 50 | | 51 | 52 | | 53 | 54 | 55 | 56 | 57 | 58 | 59 | 60 | 61 |
| Positie: | uit | 84 | 76 | 71 | 68 | 45 | 24 | 38 | 76 | uit | 72 | 82 | uit | 87 | 49 | 41 | 47 | 62 | 52 | 51 | 72 | 84 |
| Week: | 62 | | 63 | | 64 | 65 | 66 | 67 | 68 | 69 | 70 | 71 | 72 | 73 | 74 | 75 | 76 | 77 | 78 | 79 | 80 | |
| Positie: | 97 | uit | 68 | uit | 90 | 63 | 66 | 68 | 56 | 54 | 59 | 57 | 59 | 66 | 73 | 79 | 87 | 82 | 47 | 43 | 74 | uit |

### VlaamseUltratop 100Albums
| Hitnotering: 21-02-1998 t/m 28-02-1998 | Hitnotering: 21-02-1998 t/m 28-02-1998 | Hitnotering: 21-02-1998 t/m 28-02-1998 | Hitnotering: 21-02-1998 t/m 28-02-1998 |
| Week:                                  | 1                                      | 2                                      |                                        |
| -------------------------------------- | -------------------------------------- | -------------------------------------- | -------------------------------------- |
| Positie:                               | 49                                     | 49                                     | uit                                    |